# Aradan
Aradan er en landsby tæt på byen Garmsar i provinsen Semnan, i det centrale Iran. Det er den nuværende præsident i Iran, Mahmoud Ahmadinejads fødeby.
1. ↑  جمعیت به تفکیک تقسیمات کشوری, hentet 29. oktober 2023 (fra Wikidata).